# Classe Erzherzog Ferdinand Max
La classe Erzherzog Ferdinand Max est la troisième classe de frégates cuirassées construite dans la deuxième moitié du XIXe siècle pour la marine de l’empire d'Autriche qui deviendra la Marine austro-hongroise (K.u.K. Kriegsmarine) en 1869. 

Elle comprenait deux cuirassés qui furent commandés au chantier naval Stabilimento Navale Adriatico à Trieste sur le littoral autrichien, et lancés en 1865.

## Conception
Cette classe de navire de guerre à vapeur, à coque en bois recouverte d'un blindage comprenait les deux plus grands cuirassés de l'époque dans la marine austro-hongroise.
Ce sont des trois-mâts barques avec une voilure de 1 090 m2 et d'un moteur auxiliaire à vapeur. Ils possédaient aussi un bélier puissant  pour les éperonnages.
Il devaient être armés de canons Krupp, de meilleure qualité que ceux produits en Autriche, mais il ne furent pas livrés à temps et les navires utilisèrent des batteries improvisées à partir de canons anciens au cours de la bataille de Lissa (1866).
L'artillerie d'origine était faite de canons lisses chargés par la bouche. Les deux navires bénéficieront de canons rayés aux diverses refontes de leur armement : 14 × 200 mm (en 1869), 14 × 180 mm (en 1874). En 1882, ils seront équipés (en plus des 14 princiaux canons) de 4 canons de 90 mm, de 4 canons de 70 mm, de 2 canons rapides de 47 mm et de 2 mitrailleuses de 25 mm.

## Histoire
Les deux navires de cette classe participèrent à la bataille de Lissa en 1866 contre la flotte royale italienne.
- Le Erzherzog Ferdinand Max, portant le nom de l'archiduc d'Autriche Ferdinand Maximilien Joseph (1832-1867), fut le navire-amiral de cette flotte, sous le commandement du contre-amiral Tegetthoff. Il éperonna et coula le navire-amiral italien Re d'Italia. En fin de carrière, de 1889 à 1908, il servit comme navire-école pour les artilleurs. Il fut détruit en 1916.

- Le Habsburg, portait le nom de la dynastie des Habsbourg. Après la bataille de Lissa il reçut un armement plus moderne. De 1886 à 1898 il servit comme garde-côtes puis comme navire-caserne à Pula. Il fut détruit en 1900.

## Les unités de la classe
| Classe Erzherzog Ferdinand Max     | Classe Erzherzog Ferdinand Max        | Classe Erzherzog Ferdinand Max | Classe Erzherzog Ferdinand Max | Classe Erzherzog Ferdinand Max | Classe Erzherzog Ferdinand Max | Classe Erzherzog Ferdinand Max |
| Nom                                | Chantier naval                        | Mise en chantier               | Lancement                      | Armement                       | Fin                            | Photo                          |
| ---------------------------------- | ------------------------------------- | ------------------------------ | ------------------------------ | ------------------------------ | ------------------------------ | ------------------------------ |
| SMS Erzherzog Ferdinand Max (1865) | Stabilimento Navale Adriatico Trieste | 6 mai 1863                     | 24 mai 1865                    | 1er janvier 1866               | rayé le 1er janvier 1916       |                                |
| SMS Habsburg (1865)                | Stabilimento Navale Adriatico Trieste | 1er juin 1863                  | 24 juin 1865                   | 1er janvier 1866               | rayé le 1er janvier 1916       |                                |